# Hegyőr
A hegyőr a hegyközséghez működési területéhez tartozó szőlők őrzését látja el. A  működési költségeit a hegyközségi járulékkal fedezik. A hegyőr tevékenységét a hegybíró irányítja, felügyeletét a hegyközségi tanács és az illetékes rendőrkapitányság látja el.

## Lásd még
- Mezei őrszolgálat